# Bramka w Kyciowej Skale
Bramka w Kyciowej Skale – schronisko na wzniesieniu Kyciowa Skała we wsi Strzegowa w województwie małopolskim, w powiecie olkuskim, w gminie Wolbrom. Znajduje się w odległości około 500 m na zachód od drogi wojewódzkiej nr 794. Pod względem geograficznym jest to obszar Wyżyny Ryczowskiej w obrębie Wyżyny Częstochowskiej.
Inne nazwy: Schronisko przy wsi Strzegowej I, Schronisko pod Oknem.

## Opis schroniska
Schronisko powstało w górnojurajskich wapieniach skalistych. W południowej części Kyciowej Skały znajduje się duży otwór z tunelem, wyglądem przypominający łuk skalny, przebija bowiem skałę na wylot. Pionowy otwór o głębokości 1 m prowadzi do średniej wielkości salki ze ślepym korytarzykiem. Po przeciwległej do wejściowej studzienki stronie tej salki jest okno skalne wychodzące w niszy na bardzo stromej wschodniej ścianie skały. Schronisko ma jeszcze drugie okno skalne prowadzące ku górze.
Brak szaty naciekowej. Schronisko jest zupełnie suche, przewiewne i do wszystkich jego części dociera światło słoneczne. Niszę skalną otworu wschodniego porastają gęste krzewy, a obrzeża okien zachodnich murawa kserotermiczna. Nie stwierdzono występowania fauny.

## Historia
Miejscowej ludności schronisko znane było od dawna. Po raz pierwszy opisał je K. Kowalski w 1949 r., on też zinwentaryzował je, sporządził plan i nadał nazwę Schronisko przy wsi Strzegowej I. W tym samym roku w jednym miejscu namulisko jaskini aż do głębokości 2,5 m (do litej skały) przekopał i przebadał I. Sawicki. Górną część namuliska tworzyła gruba warstwa holoceńskiego osypiska. Pod nim znajdowała się również gruba warstwa lessu zmieszana z wapiennymi okruchami. W warstwach tych Sawicki znalazł okazy świadczące o tym, że w schronisku w okresie kultury oryniackiej wytwarzano krzemienne narzędzia. 

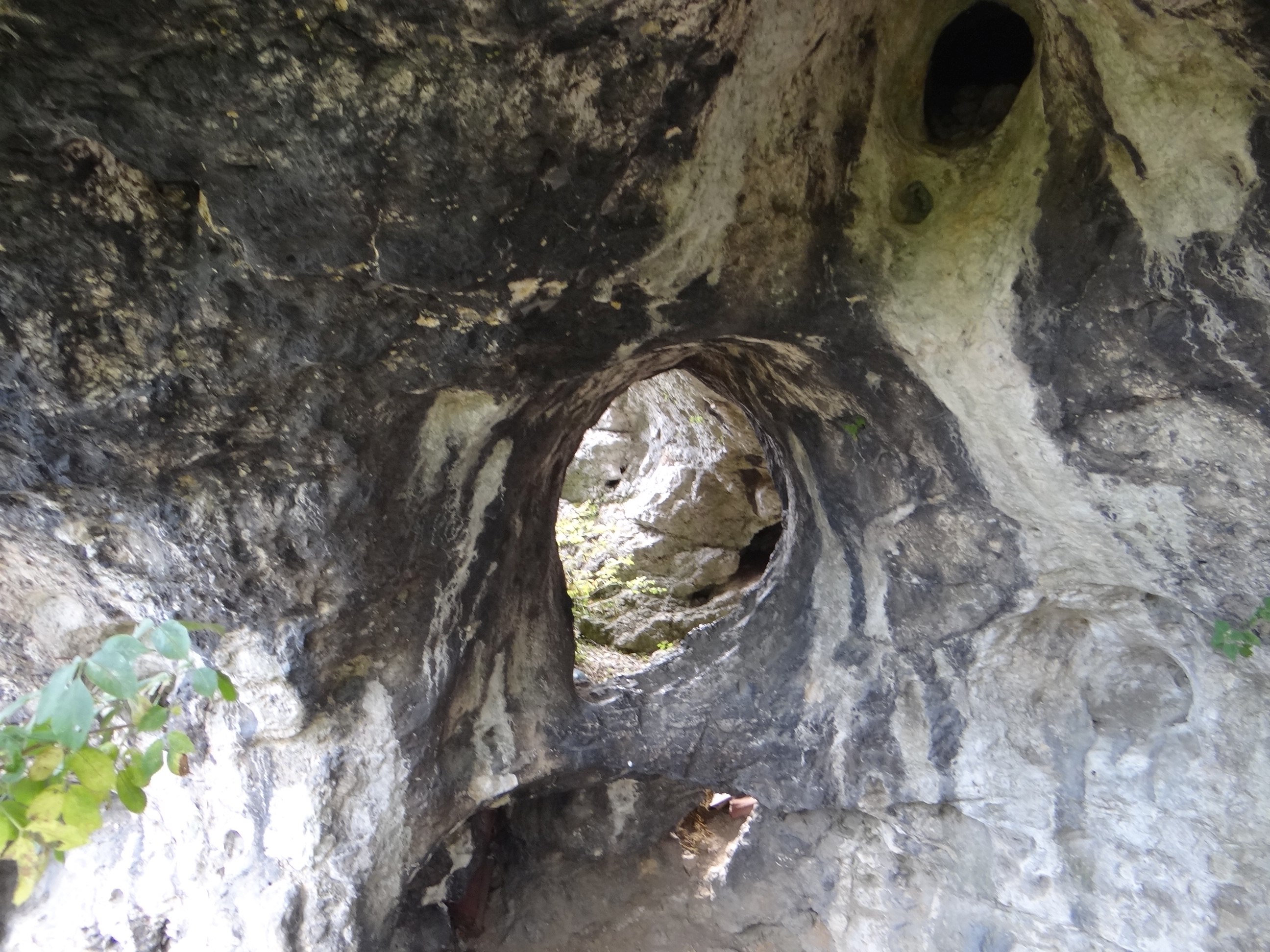
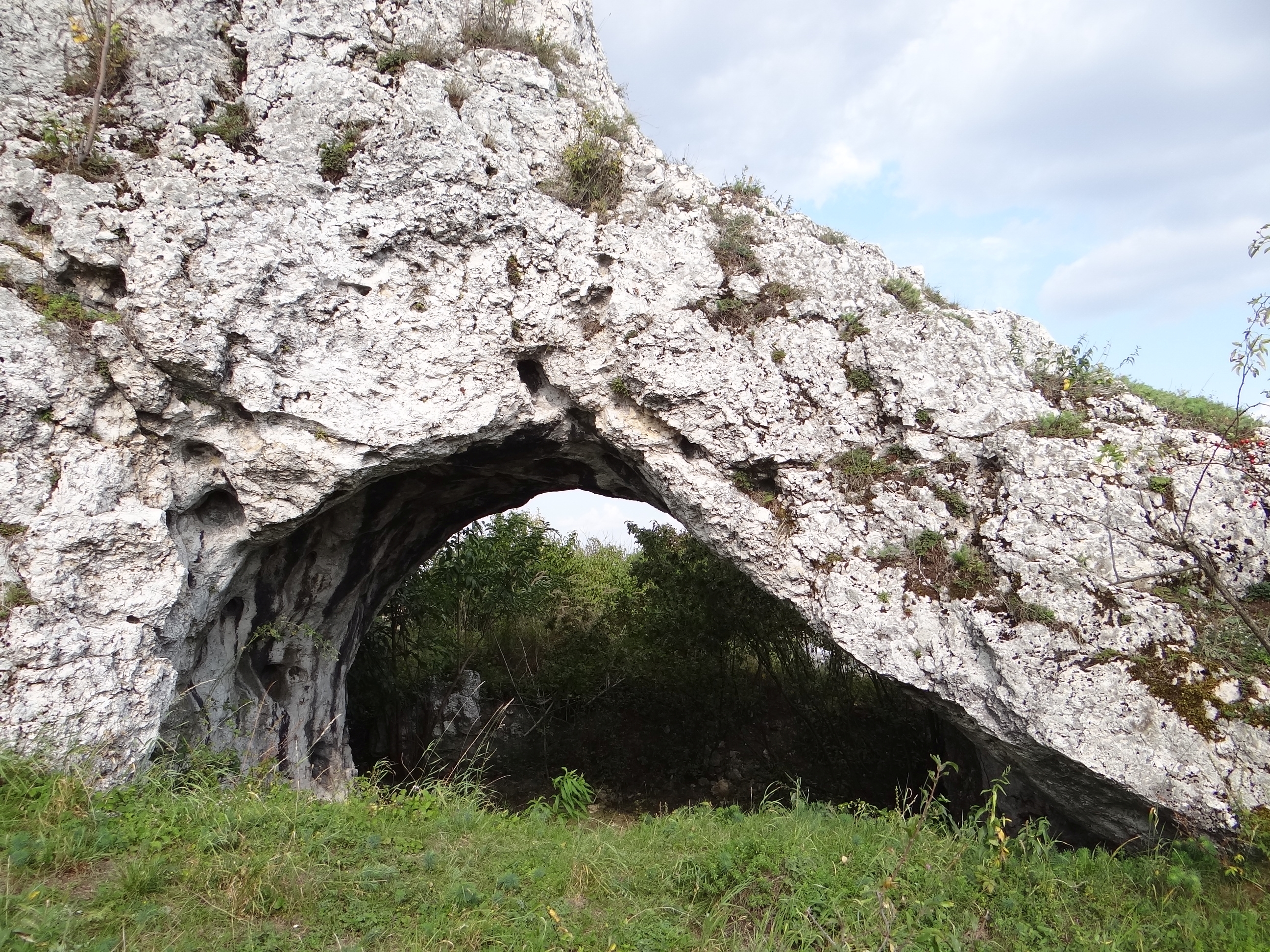
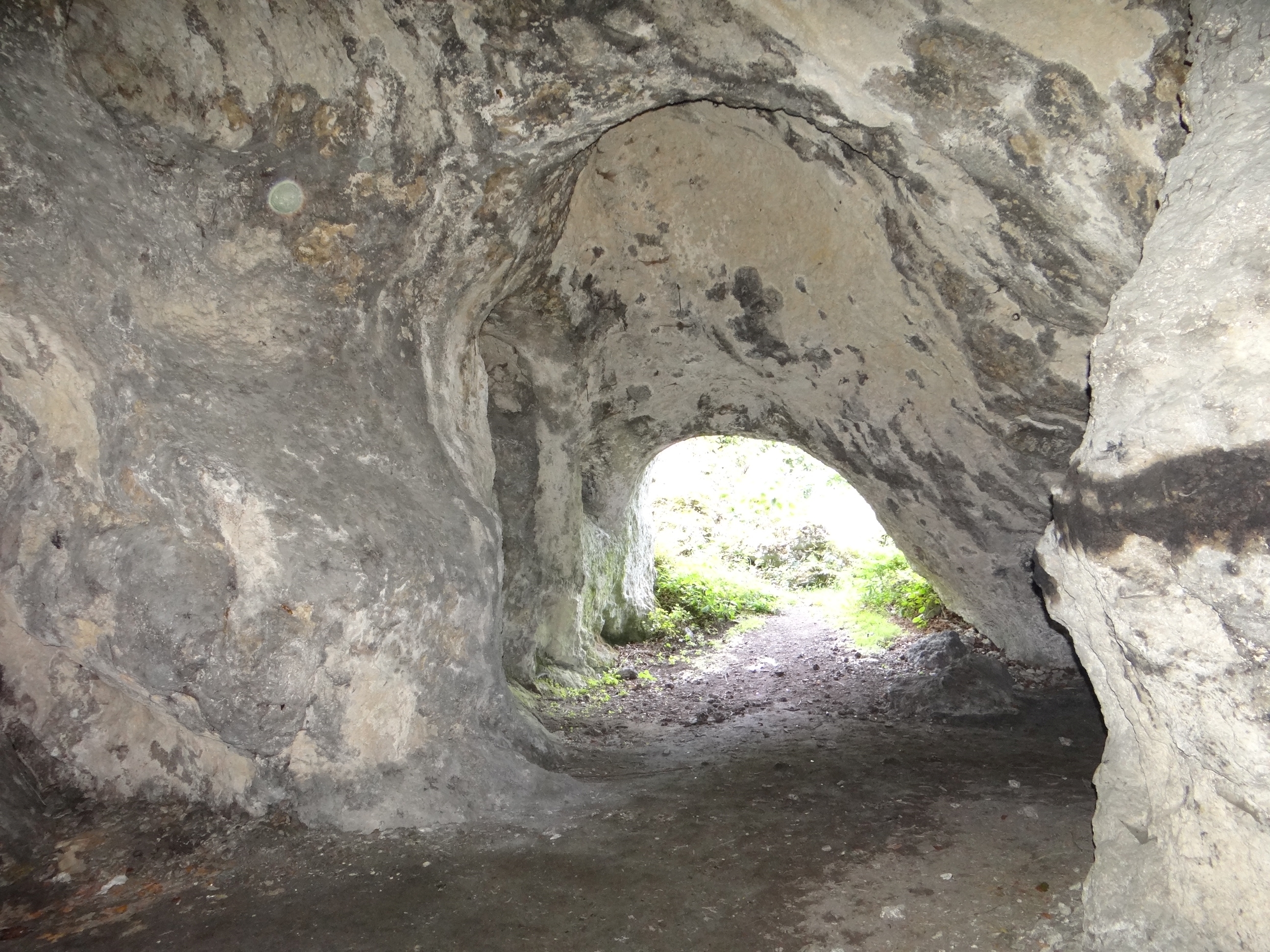
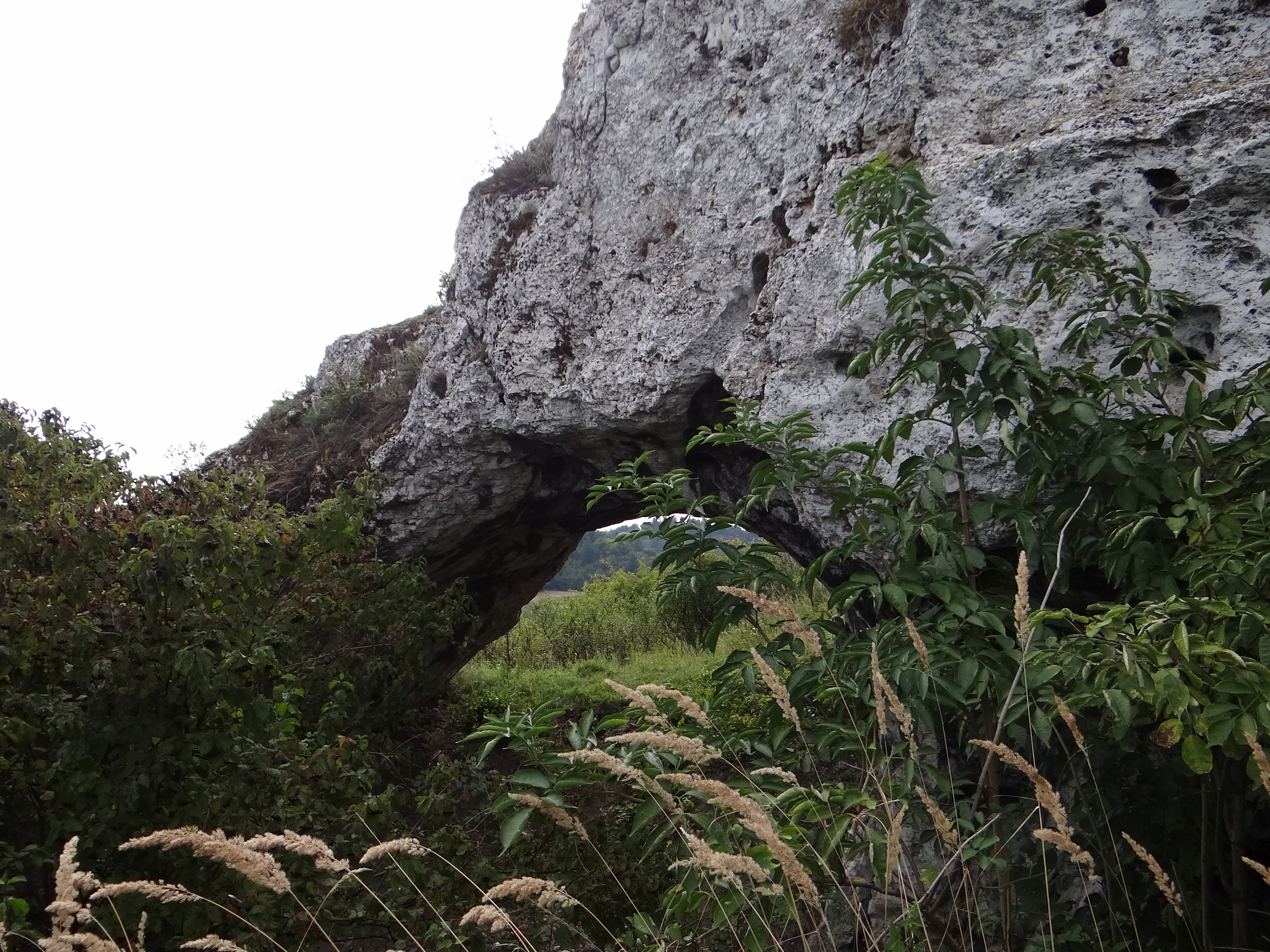